# Pinacoteca Giovanni Morscio
La pinacoteca Giovanni Morscio è un museo situato nel comune di Dolceacqua, in provincia di Imperia, dedicato al pittore locale Giovanni Morscio.

## La storia e la figura di Giovanni Morscio
La pinacoteca nacque nel 1970 grazie a una donazione di opere d'arte disposta dal pittore Giovanni Morscio in favore del comune di Dolceacqua.
Morscio (1887-1972) era pittore prevalentemente dedito all'affresco e alla natura morta, attivo in Liguria e a Nizza; espose al Salon des Indépendants di Parigi nel 1930 ed esercitò in Francia anche l'attività di gallerista. La raccolta di opere d'arte venne ampliata dall'amministrazione comunale negli anni ottanta. Dopo un'iniziale collocazione nella vecchia sede municipale, la pinacoteca venne trasferita nel palazzo Doria Garoscio.

## Collezione
La collezione originaria è incentrata su una selezione di opere di Morscio e di alcuni pittori italiani e francesi a lui contemporanei: Éloi-Noël Bouvard, Mario Ameglio, Eugenio Bonivento, Cirano Castelfranchi, Georges Chappuis, Gaston Cirmeuse, Yves Diey, Robert Duflos, Charley Garry, Maurice Martin, Maurice Louis Monnot, Fernando Pelosini, Alberto Rossi, André Salomon Le Tropezien. Dopo la morte di Morscio sono entrati nella collezione dipinti di Achille Cabiati, Marcello Cammi, Franco Giglio e Mario Raimondo (detto "Barbadirame").